# 和気一作
和気 一作（わけ いっさく、1956年3月26日 - ）は、日本の漫画家。高知県室戸市出身。
榊まさる・青柳裕介のアシスタントを経てヤングコミックで発表した『愛宕橋』でデビュー。倉科遼原作の作品が多い。

## 作品
- 快楽の海　全1巻　笠倉出版社
- 悦楽の情景　全1巻　壱番館書房
- 青春しちゃうネ!　原作・神保史郎　全4巻　ワニマガジン社
- 妖獣戦士　原作・佐々木鏡次　全1巻　夢元社
- 今日からは微熱人　原作・神保史郎　全5巻　ワニマガジン社
- 横浜B級探偵物語 女はカクレンボ　原作・高山正志　全2巻　ワニマガジン社
- ホンバン10秒前!　原作・ボビー影山　全1巻　ワニマガジン社
- 女帝　原作・倉科遼　芳文社
- 悪女の鑑　原作・倉科遼　芳文社
- 銭華　原作・倉科遼　全2巻　ゴマブックス
- 女優　原作・倉科遼　全10巻　実業之日本社
- 女帝 花舞　原作・倉科遼　全28巻　日本文芸社
- 女帝 薫子　原作・倉科遼　全3巻　集英社
- 柳都物語　原作・倉科遼　全6巻　日本文芸社
- 逃亡花～のがればな～　原作・香川まさひと　日本文芸社
- ごくつま刑事　原作・香川まさひと　全3巻　日本文芸社
- ごりょんさん～博多中洲の女帝 藤堂和子の物語～　原作・倉科遼　フルカラー電子書籍　グループ・ゼロ
- 放射線を浴びたX年後　原作・伊東英朗　全1巻　創風社出版